# ヤルイ
『ヤルイ』（トルコ語: Yargı）は、トルコのテレビドラマ。カナルDで2021年9月19日に初公開された。 主演はカーン・ウルガンチュオールとプナル・デニズ。
2023年、ニューヨーク市で開催された第51回国際エミー賞で最優秀テレビ小説に選ばれた。

## 登場人物
イルガス・カヤ
演 - カーン・ウルガンチュオール
ジェイリン・エルグヴァン・カヤ
演 - プナル・デニズ
ジェイリン・エルグヴァン・カヤ
演 - フセイン・アヴニ・ダニヤル
エクタ・ティルメン
演 - ウーオール・ポラット
パルス・セチキン
演 - メフメト・ユルマズ・アク
エレン・ドゥマン
演 - ウーオール・アルサン